# Stanhopea costaricensis
Stanhopea costaricensis är en orkidéart som beskrevs av Heinrich Gustav Reichenbach. Stanhopea costaricensis ingår i släktet Stanhopea och familjen orkidéer. Inga underarter finns listade i Catalogue of Life.

## Bildgalleri

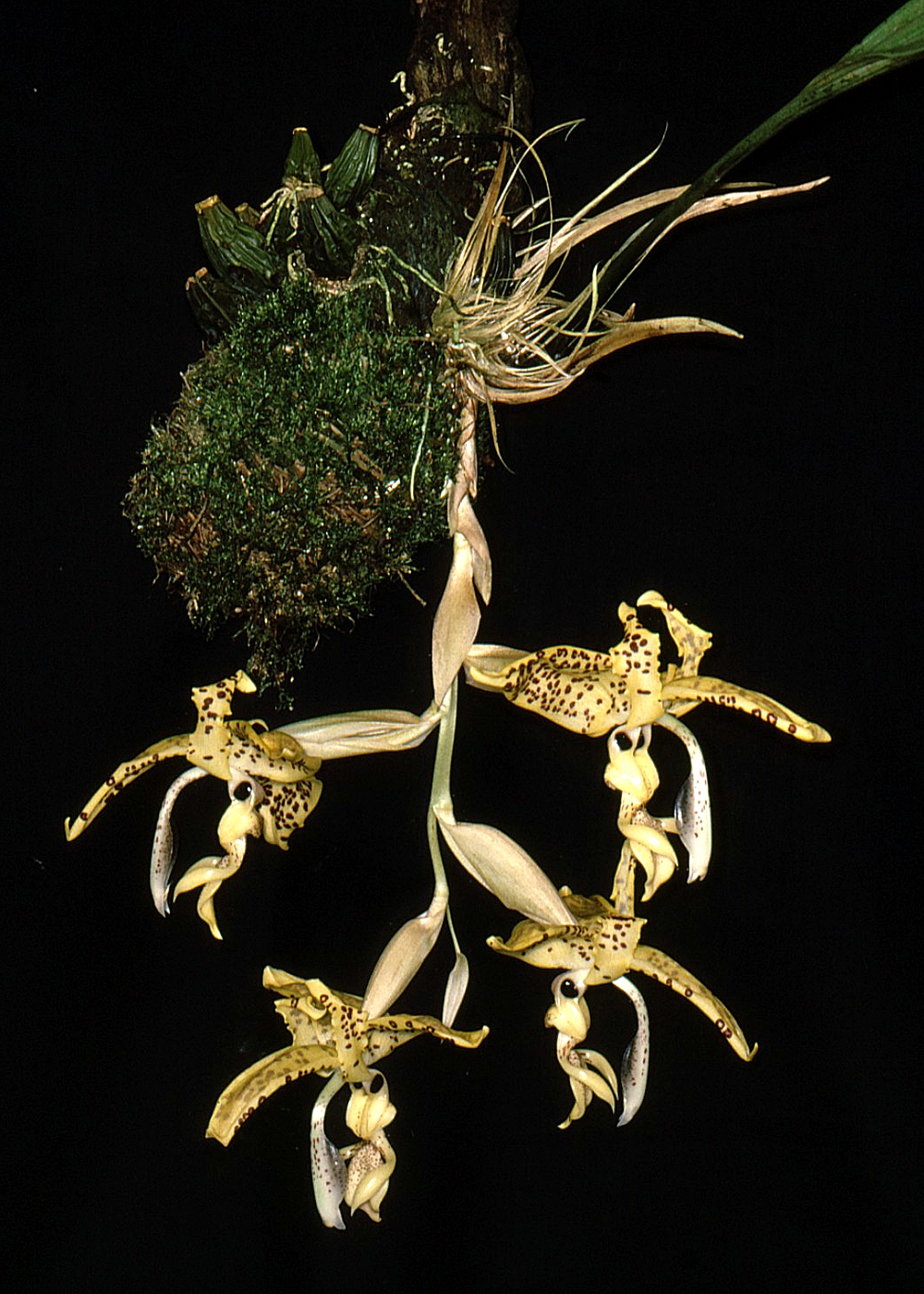
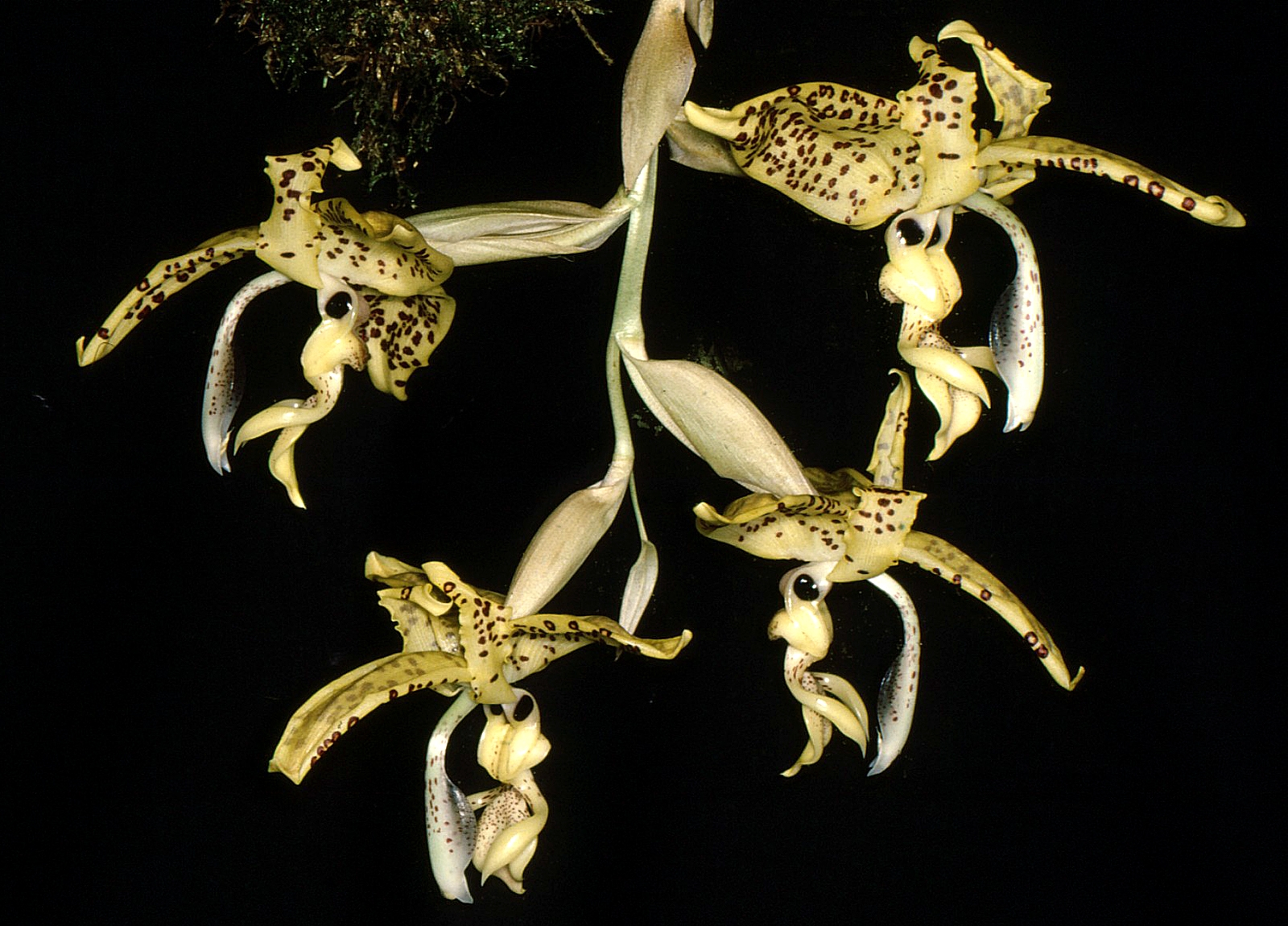
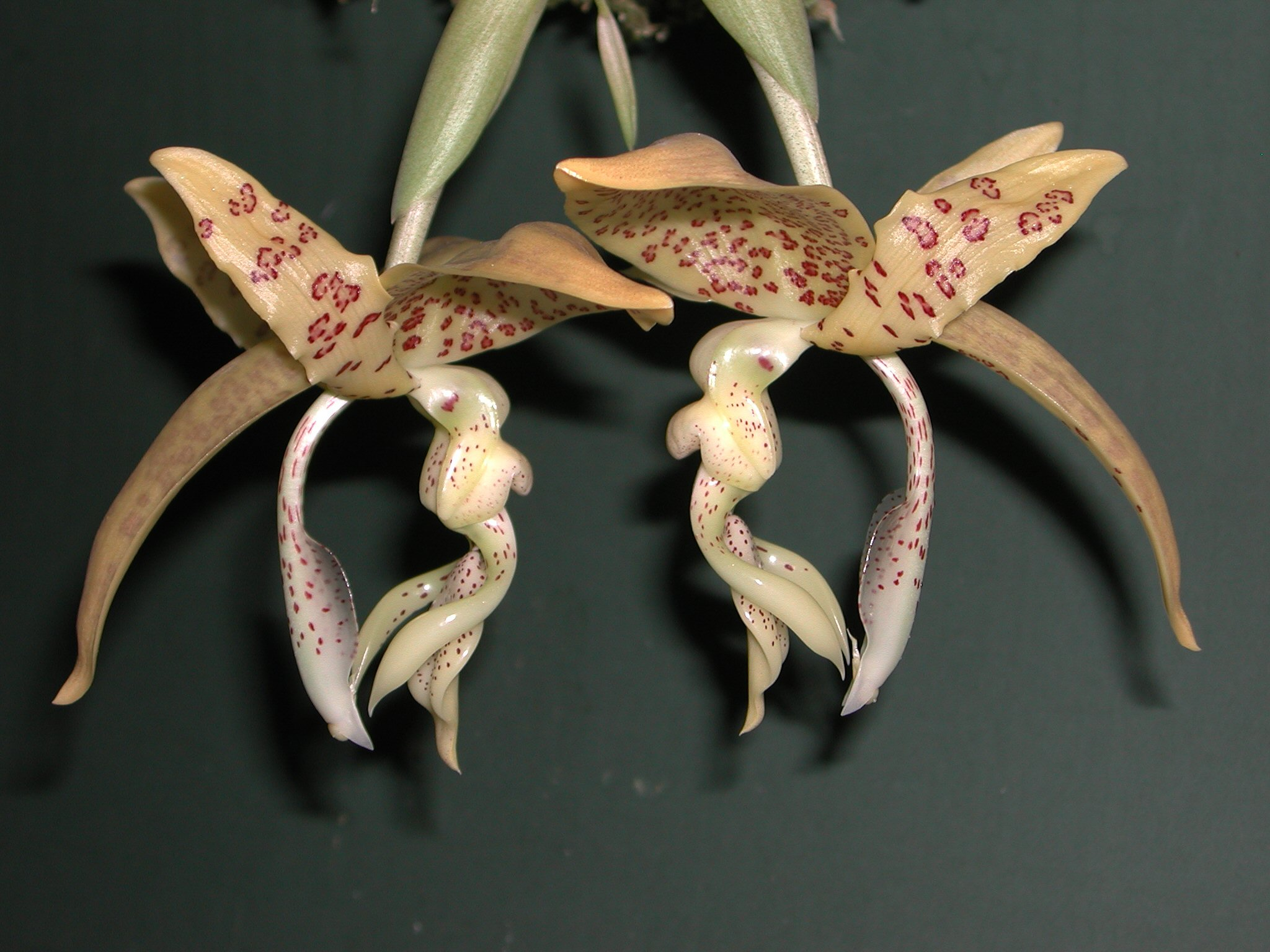
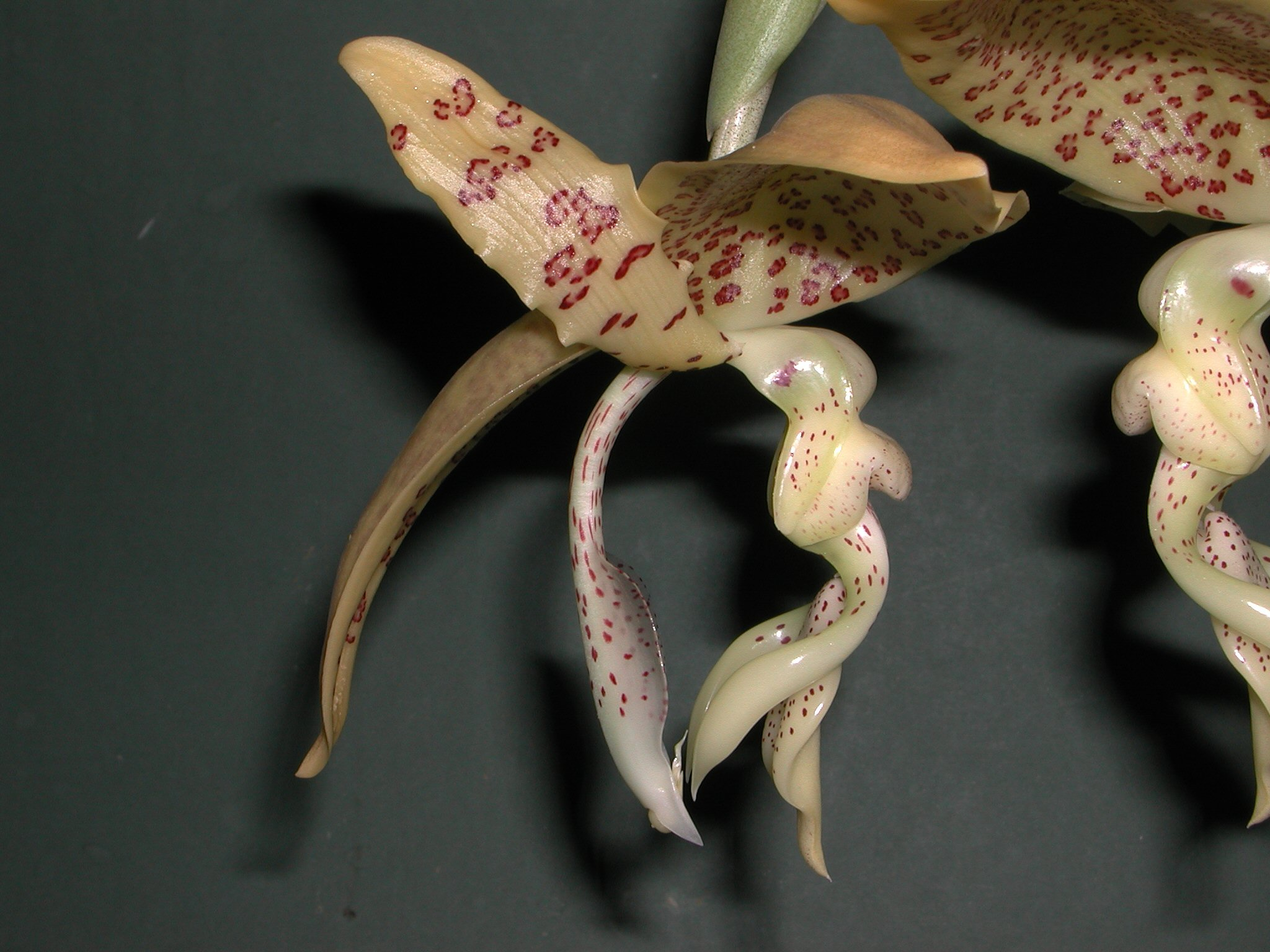
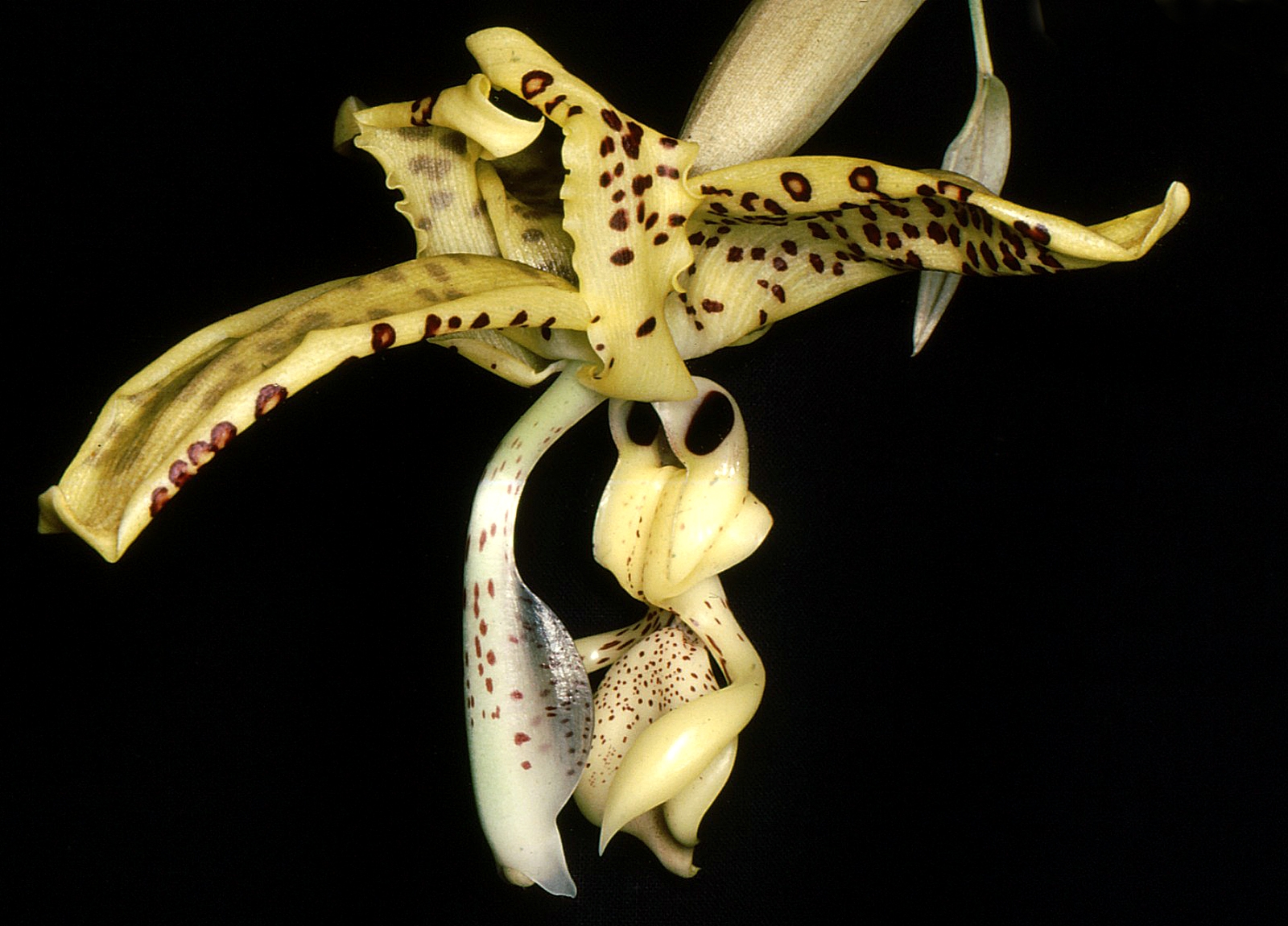
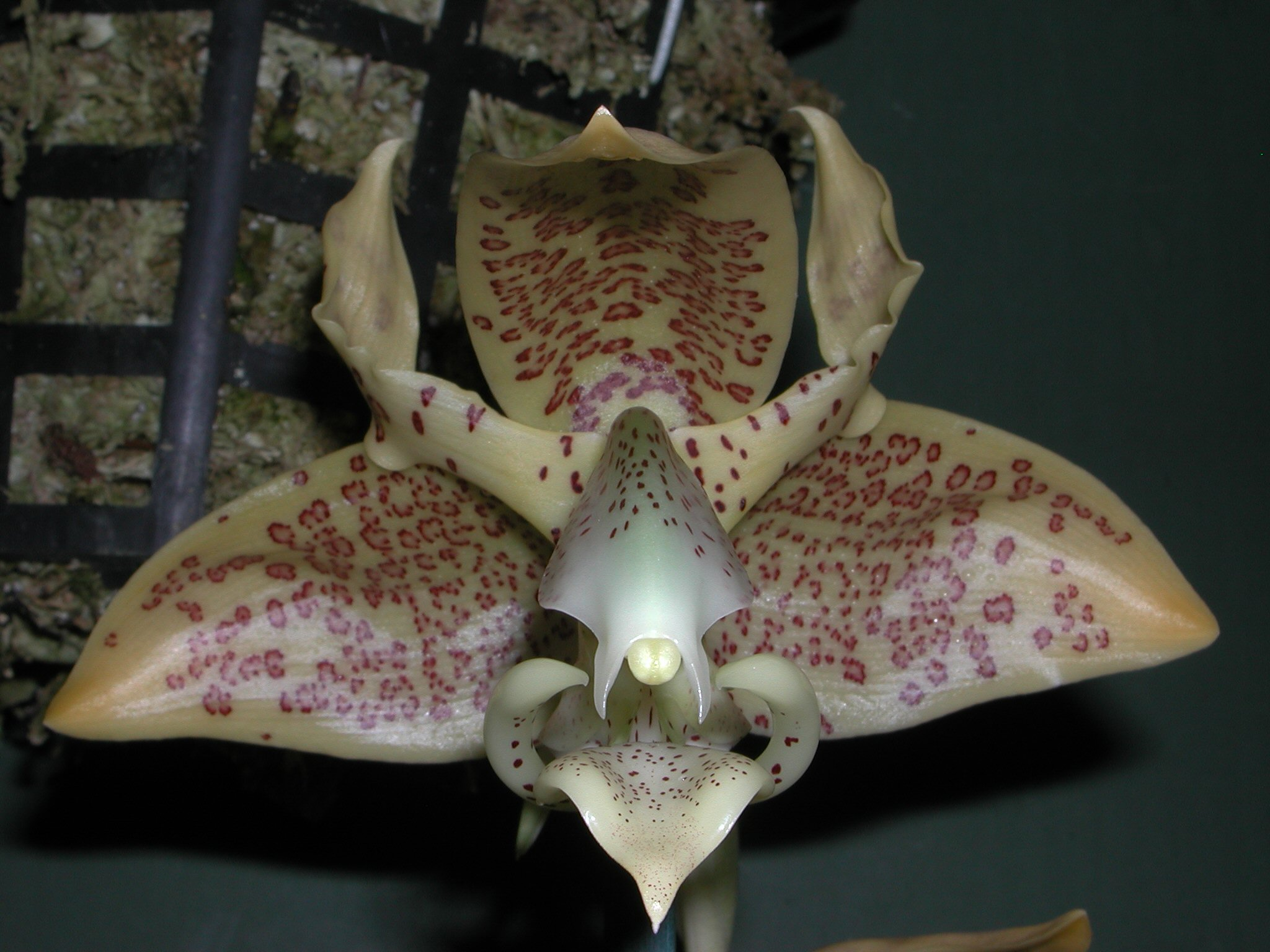